# 1860 (film)
1860 I Mille di Garibaldi è un film del 1934, diretto da Alessandro Blasetti, che ne ha curato anche la sceneggiatura con Emilio Cecchi e Guido Mazzucchi, autore del racconto d'origine.
È stata considerata una delle opere più importanti di Blasetti, quasi unanimemente giudicata il suo capolavoro. Secondo un modello storiografico di stampo finalistico, è considerato fra i film antesignani e anticipatori del neorealismo.

## Trama
Nella Sicilia del 1860 nell'attesa dell'annunciato arrivo del liberatore Garibaldi, gli insorti delle campagne siciliane subiscono la dura repressione dell'esercito borbonico. Il picciotto Carmeliddu viene inviato dai compaesani sul continente per incontrare il colonnello Carini, che aveva partecipato alla rivoluzione siciliana del 1848 che si trova a Genova, insieme a Garibaldi, per sollecitare un intervento il cui ritardo potrebbe essere fatale per i ribelli. Deve quindi abbandonare l'amata Gesuzza che, in sua assenza, viene catturata e rischia la fucilazione, evitata temporaneamente solo per un'amnistia regale.

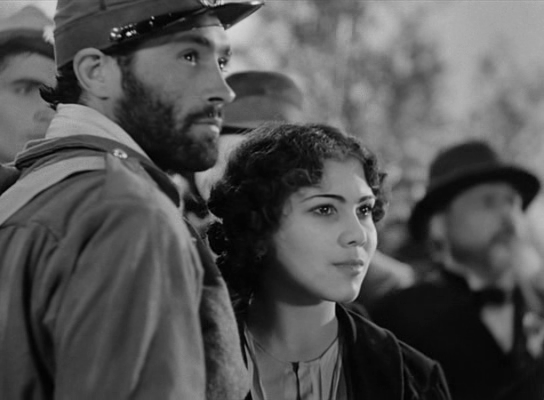
Carmeliddu e Gesuzza

Carmeliddu raggiunge, con un difficile viaggio per mare, Civitavecchia, e prosegue in treno per Genova, incontrando persone che sostengono posizioni diverse sulla situazione politica italiana e che gli permettono di scoprire l'esistenza di un ampio dibattito a lui finora sconosciuto. Arrivato a destinazione, incontra Carini e assiste, impotente e con crescente timore, alle difficoltà dell'allestimento della spedizione militare, che a un certo punto sembra anche essere abbandonata.
Infine, superati gli ostacoli, il 5 maggio la spedizione dei Mille parte da Quarto. Sulle barche, insieme a Carmeliddu, ci sono alcune delle persone di idee politiche diverse incontrate durante il viaggio, che ora si sono decise all'azione e riunite sotto la guida di Garibaldi. Dopo lo sbarco a Marsala, i Mille avanzano rapidamente nella terra siciliana e Carmeliddu riesce a reincontrare e riabbracciare la sua Gesuzza, sana e salva, prima di partecipare alla battaglia di Calatafimi.

## Produzione
Il film fu prodotto con un budget di 1.180.000 lire, considerevole per l'epoca. Durante la realizzazione del film, vi furono molti dubbi nella scelta del titolo. Il semplice 1860 sembrava troppo ermetico, furono ipotizzati anche Italia 1860, Garibaldi, Calatafimi e L'ondata rossa (quest'ultimo subito respinto, per l'ovvia e inopportuna evocazione politica; nel film le camicie rosse non vengono nemmeno mai citate).

## Sceneggiatura
Il soggetto del film è ispirato in origine ad un racconto di Gino Mazzucchi, incentrato su una processione, poi notevolmente ridimensionata nella sceneggiatura finale. 
Un ruolo importante nella fase di scrittura fu svolto anche da Emilio Cecchi, che consigliò a Blasetti la lettura delle Noterelle d'uno dei Mille edite dopo vent'anni di Giuseppe Cesare Abba, che furono determinanti per impostare il tono generale del film.

## Critica
1860 rientra nel contesto di un regime che, anche attraverso il cinema, tentava di costruirsi una memoria e porsi come punto d'arrivo della storia patria. A partire dal 1929, dopo la pubblicazione della Storia d'Italia dal 1871 al 1915 (1928) di Benedetto Croce, il fascismo tentò di accreditarsi anche come erede naturale del Risorgimento.
Tra il 1929 e il 1943, su 720 film prodotti, dei quali circa 130 storici, in realtà solo quindici sono ambientati durante il Risorgimento e solo in due, Villafranca (1933) di Giovacchino Forzano e 1860 appunto, il contesto storico non è però un semplice sfondo di film in costume.
Per Alessandro Blasetti il film storico era essenzialmente politico, doveva mettere in scena il passato per parlare del presente, a fini di propaganda. Su 1860 si espresse esplicitamente in questo senso: «Il film in due parole vuol essere questo. Evocare l'atmosfera del 1860 per molti aspetti simile a quella del 1920-1922. Torrenti di chiacchiere, torre di Babele politica, incoscienza della immanente rovina di ogni possibilità di unione della patria. Nuclei isolati di patrioti e di ribelli muti, decisi, votati alla morte resistono nella fiducia di un Uomo che convoglierà le loro forze e altre ne attirerà fatalmente quando porterà la realtà politica attuale dal campo della discussione a quello dell'azione».
In realtà il film non è rozzamente propagandista né piegato al regime quanto dichiarato, eccetto per il finale d'ambientazione contemporanea della versione originale, poi tagliato nella riedizione del 1951, in cui viene mostrata una sfilata delle falangi fasciste davanti ai reduci garibaldini, sullo sfondo del Foro Mussolini. È comunque in piena sintonia con la politica ufficiale fascista sotto diversi aspetti, quali il ruralismo e la xenofobia: il film mostra una Sicilia rurale nella quale i pastori che combattono con dignità e coraggio per liberarsi dall'oppressore sono uniti da una sola fede e una sola lingua, contro il caos di lingue e convinzioni politiche che regna sul continente; i soldati borbonici non sono italiani, ma svizzeri di lingua tedesca, gli stranieri sono nemici con cui non vi è possibilità di comunicazione, il riscatto dell'Italia può venire solo dagli italiani.

L'inquadratura del film in cui viene mostrato più chiaramente Garibaldi

È invece dal punto di vista storiografico che il film si discosta dall'interpretazione dominante sul Risorgimento, secondo cui l'unità d'Italia sarebbe stata realizzata dalle élite aristocratiche e borghesi. Blasetti ne dà una visione populista, attirandosi critiche da tutte le direzioni, nel rappresentare le masse contadine già in rivolta prima dell'arrivo di Garibaldi, che si servì della loro forza rivoluzionaria per giungere alla vittoria. Il film appare anche come un apologo della conciliazione tra le classi, in linea con precedenti opere del regista.
Blasetti sceglie inoltre di non fare di Garibaldi un eroe romanzesco, protagonista della storia, ma di mostrarlo o farlo intravedere per pochi secondi nell'intero film, in appena sei rapide inquadrature, in campo medio o lungo, rendendolo un incombente demiurgo. Nell'unica occasione in cui parla, un discorso di incoraggiamento durante la battaglia di Calatafimi, è fuori campo e sono inquadrati gli uomini che lo ascoltano e mostrate le loro reazioni alle sue parole.

## Distribuzione
Il film, uscito nelle sale cinematografiche nel marzo 1934, fu accolto molto favorevolmente dalla critica, mentre fu snobbato dal pubblico, per il punto di vista narrativo "oggettivo", l'assenza di un protagonista con cui identificarsi e la scarsa popolarità del tema risorgimentale, e non fu amato dagli ambienti ufficiali del regime, perché poco celebrativo e troppo anti-retorico.
Fu distribuito negli Stati Uniti nel novembre 1936, con il titolo Gesuzza the Garibaldian Wife (Gesuzza la moglie del garibaldino).
Fu riedito nel 1951, con un nuovo titolo, I Mille di Garibaldi, un nuovo doppiaggio, nuove musiche e privo del finale di ambientazione fascista. Entrambe le versioni sono visibili nell'edizione con 2 DVD del film, edito dalla Ripley's Home video.

## Riferimenti in altre opere
- 1860 è stato citato in Il mio viaggio in Italia, documentario di Martin Scorsese.